# カフェ・ソウル
『カフェ・ソウル』は、韓国の伝統菓子をコンセプトにした、2009年公開の日韓合作映画である。2010年1月には、韓国でも公開された。

## キャスト
- キム・サンヒョク：キム・ジョンフン
- 井坂順：斎藤工
- キム・サンジン：キム・ドンウク
- キム・サンウ：チェ・ソンミン
- ヤンおばさん：チョン・スギョン
- ドンチュン：キム・ウンス
- キボン：チャン・ソウォン
- ドッペ：ク・ボヌン
- 森山聡子：京野ことみ
- マスター：ソ・サンウォン
- イ・チャンファン
- イ・スンジョ
- ジュ・スンミン
- チョン・ユジン
- イ・ミョングク
- キム・ウンジン
- イ・ジオ
- ソン・ジンソン
- キム・ゴンイル
- キム・ジャフン
- クォン・ボムテク
- モ・リユ
- ソン・アミ
- キム・ソナ
- パク・ミンソン
- オ・ウンベク
- イ・イヨン
- 塚原大助
- 市川紅菊
- 亀田翼
- 安田杏

## スタッフ
- 監督：武正晴
- 脚本：金杉弘子
- 原案：谷口広樹
- プロデューサー：村田亮、谷口広樹、ホン・ミンギ
- 助監督：井手上拓哉
- 撮影監督：キム・ビョンジョン
- 美術監督：チャン・スンチョプ
- 編集：村上雅樹
- 音楽：Tatsuya
- 照明：ユ・ギョンス
- 録音：キム・サンウン
- 制作プロダクション：アールグレイフィルム
- 配給：アールグレイフィルム、コミュニティ・アド
- 製作：「カフェ・ソウル」製作委員会（竹書房、衛星劇場、アールグレイフィルム、レオーネ、アクロス）
- 上映時間：94分

## 主題歌
- 「FREE AND SHIP」／the ARROWS

## 劇中歌
- 「Make Me Feel!」／Tatsuya
- 「Night in the city」／チョン・ユジン